# Galam

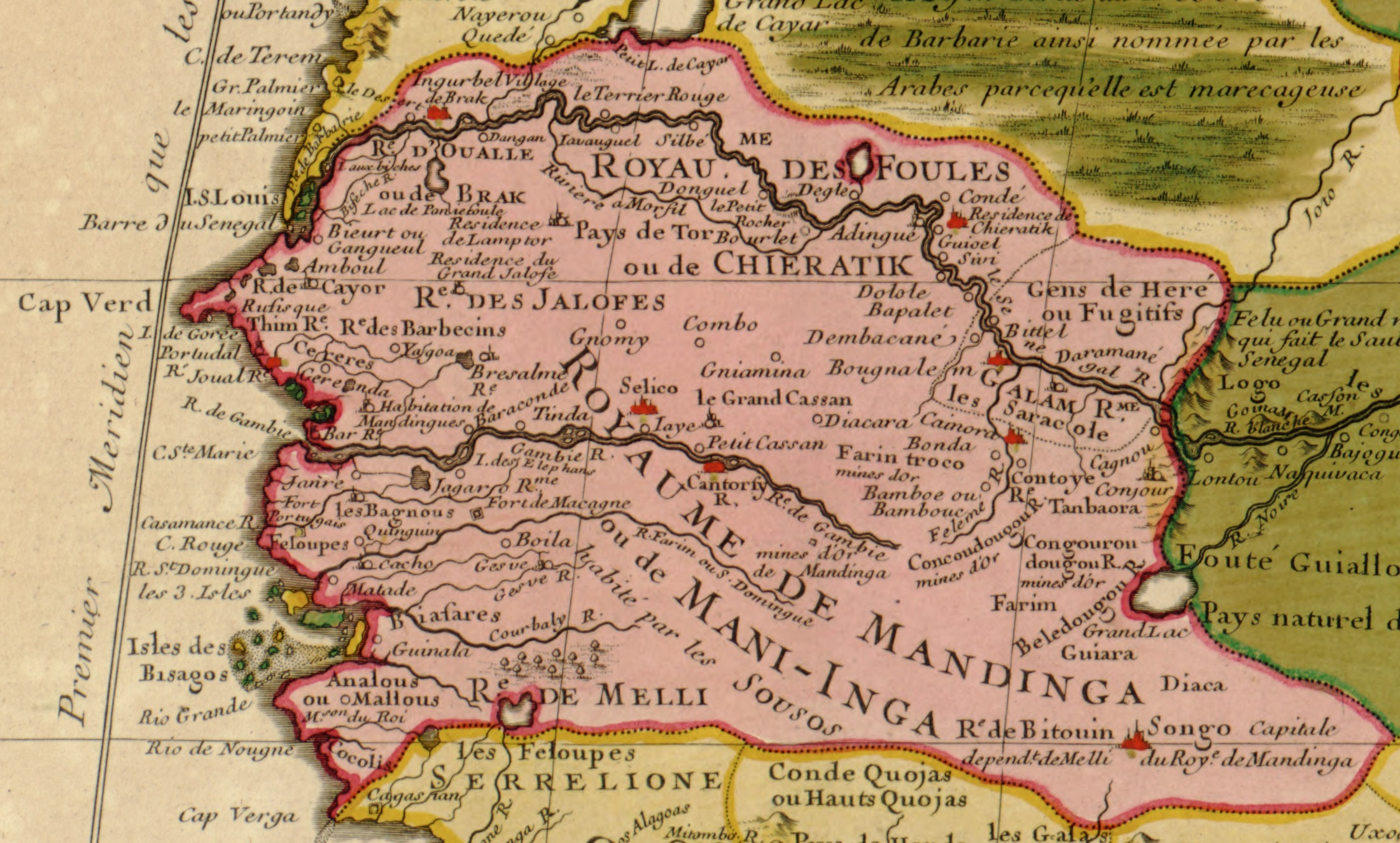
El regne de Galam situat al nord-és del Sénégal

El regne de Galam (o Gadjaga, Gajaaga, Gadiaga) fou un antic regne del Senegal, veí del regne dels fuls, a l'oest, i dels mandings, al sud. Acabava al Rocher Félou (Felow), les Cascades de Félou, on començaven les terres no explorades. Era governat per una monarquia hereditària (el més pròxim parent en línia femenina succeïa al rei difunt).

## Història
Galam significa jaguar. Certs déus o pobles portaven el nom de galam seguits d'una altra paraula.
El regne del Galam fou fundat per sarakholés (o soninkés) vinguts del Kaarta, que es van instal·lar a la regió i van crear aquest regne sense haver-hi hagut de lluitar.
Aquests soninkés portaven el nom de família Bakiri, (Bathily) i aquests Bakiri van constituir la dinastia regnant.
El rei del Galam portava el títol de tounka (rei en sarakholé). El regne vivia del comerç. El Galam era la un dels regnes que practicaven més el comerç. Explotaven l'or – les mines d'or del Falémé –, vivien de l'agricultura i de la venda d'esclaus.
El Galam es va enfrontar sovint amb el poderós regne bambara del Kaarta i més tard amb el conquistador tuculor El Hadjdj Umar Tall.
Al segle xix el Galam anava a conèixer un llarg període d'anarquia que conduiria a la seva destrucció al moment de la colonització francesa. A l'origen els colons francesos instal·lats al Galam pagaven tribut al tounka. Però en la família regnant dels Bakiri la manera amb la qual les colons pagaven al tounka, sobretot per travessar el riu Senegal que travessa el Galam, va començar a avivar conflictes, el que va portar la guerra civil al país. Després de la guerra, el Galam va quedar partit en dos: l'Estat del Goye del qual el cap residia a Tuabo, i l'Estat del Kaméra amb el cap resident a Makhana, dominat pels fils del cap, de nom Bakiri Samba-Yacine. L'Estat del Goye, més pròxim del Futa-Toro, va optar per la guerra santa que predicaven els tuculors d'al-Hadjdj Umar Tall al Sudan occidental, mentre que l'Estat del Kaméra va prendre partit pel regne bambara del Kaarta. El país estava completament dividit, els colonitzadors ho van aprofitar per annexar el regne del Galam al final del segle xix.

## Població

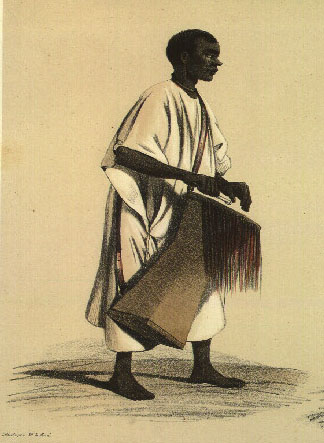
Un griot del Galam (planxa de 1846)

El regne sempre va ser musulmà, però de manera molt superficial. Sols la noblesa estava islamitzada, la resta de la població havia romàs pagana, però més tard tot el regne fou islamitzat, amb El Hadjdj Umar i igualment el gran conquistador musulmà, Mamadou Lamine Dramé, gran resistent contra la colonització.
Diverses ethnies vivien al Galam: els sarakholés, els peuls,els tuculors, els bambares, els sossés, els wòlofs i els maures.
Al Galam la població estava molt concentrada als voltants del riu Senegal. La ciutat de Bakel estava situada en l'antic regne del Galam.

## El fort de Saint-Joseph de Galam (1698-1789)
A Sant Louis del Senegal tothom coneix la història d'aquest fort i el final tràgic dels seus ocupants.
El fort de Saint Joseph de Galam fou construït una primera vegada l'any 1698, per l'explorador de la Brue, comissari a la riba del Senegal, en una regió on els habitants eren considerats pacífics. Tot i que André Charles de Lajaille els veurà pèrfids i cruels

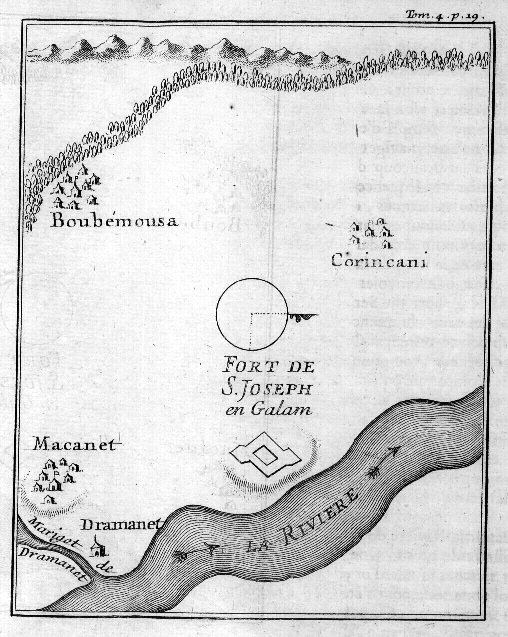
Localització del fort a prop del riu (a Nova relació de l'Àfrica occidental de Jean-Baptiste Labat, 1728)

- El riu en una crescuda se'l va emportar l'any 1701.
- El segon fort de Saint Joseph fou construït sobre una petita elevació, però el desembre de 1702, els empleats de la companyia es van haver de salvar de nit amb les embarcacions, fent saltar les municions i cremant les mercaderies, perseguits pels negres.
- Un tercer fort fou construït de nou per la Brue l'any 1714.
- En 1722, el comissari fou mort pels plàcids sarakholes que van atacar a la resta dels empleats.
- Es considera llavors de construir-ne un altre sobre una illa. El fort fou abandonat de nou fins en 1730.
- Un cirurgià del fort fou massacrat pels negres.(1736)
- Ayuba Suleiman Diallo fou tancat al fort. Serà alliberat gràcies a la mobilització dels marabouts de Dramanet i del Bundu (1736)
- Onze anys després, David, director-general de la companyia del Sénégal va fer construir una casa pel futur comandant i va fer restaurar el fort. La Brue va tornar.
- Després d'ell un tal Aussenac va aconseguir governar fins al 1758.
- El governador anglès encarregat de reemplaçar-lo va morir de febres ràpidament.
- El fort resta sense ocupar fins al 1786 a l'arribada de Rubault. La seva mort ràpida i les accions de vandalisme contra el fort i la casa del governador els reten indefensable i inhabitable.

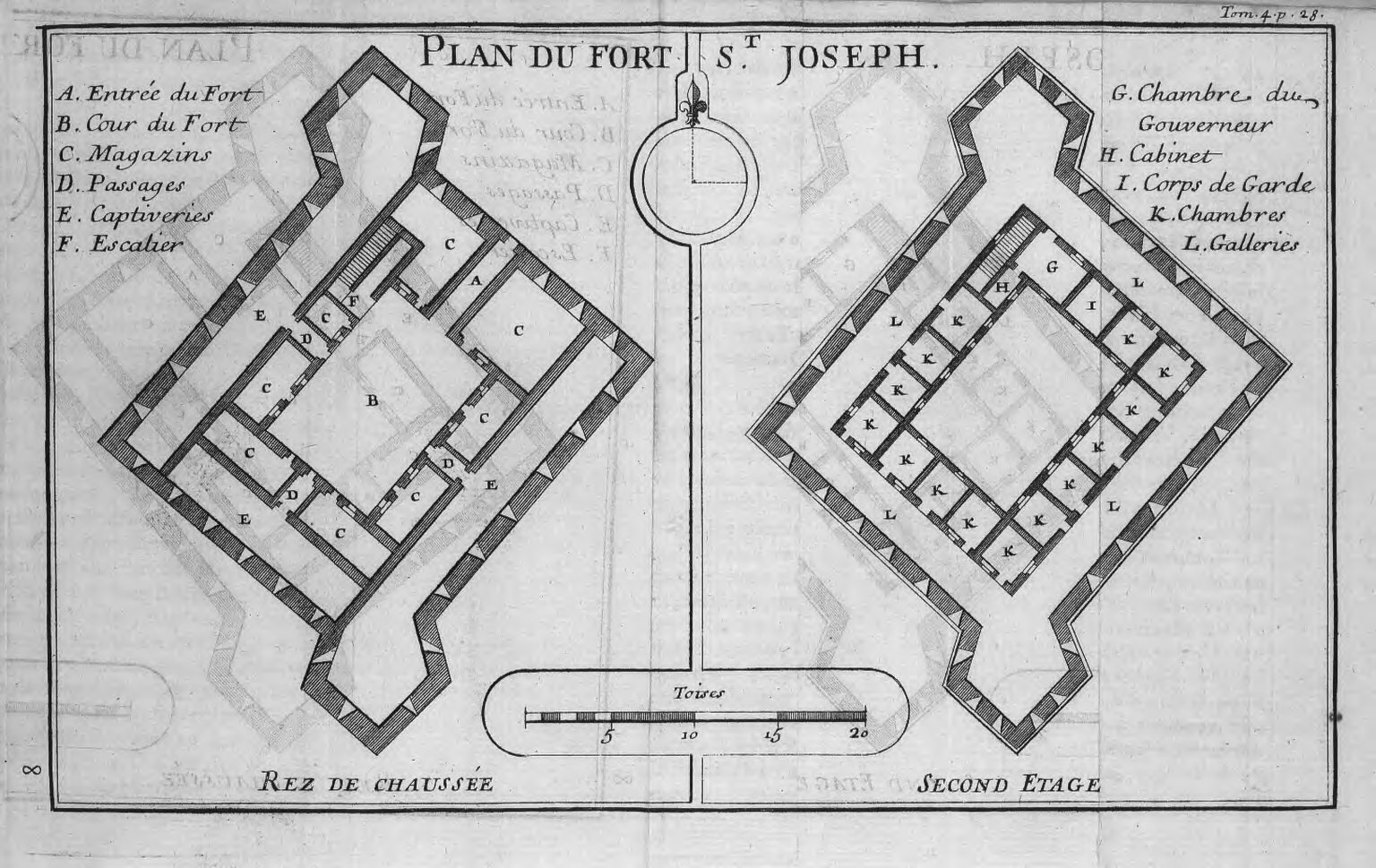
El plànol del fort

No ens hem d'enganyar pas sobre la paraula fort; es tracta d'un emplaçament de forma quadrada amb quatre quatre petits bastions i el nou comandant enviat per Pierre André de Suffren, Benoît de Rambaud Arxivat 2011-09-26 a Wayback Machine., va haver de crear altres factories fortificades, establertes a Kaignou prop de Rocher Felow, i sobre el Félémé, que corresponien al comandament de Galam.
Un correu de Rubaud a Durand, l'antic director de la Companyia al Senegal escrivia alguns mesos abans l'atac i el saqueig que el fort estava totalment destruït i la casa que ell ocupava era dolenta. Cal reedificar un i reparar l'altre. Els habitants durant vuit dies van buscar les despulles del desgraciat predecessor de Rubaud.

## Temptativa d'establiment d'un protectorat des de1787

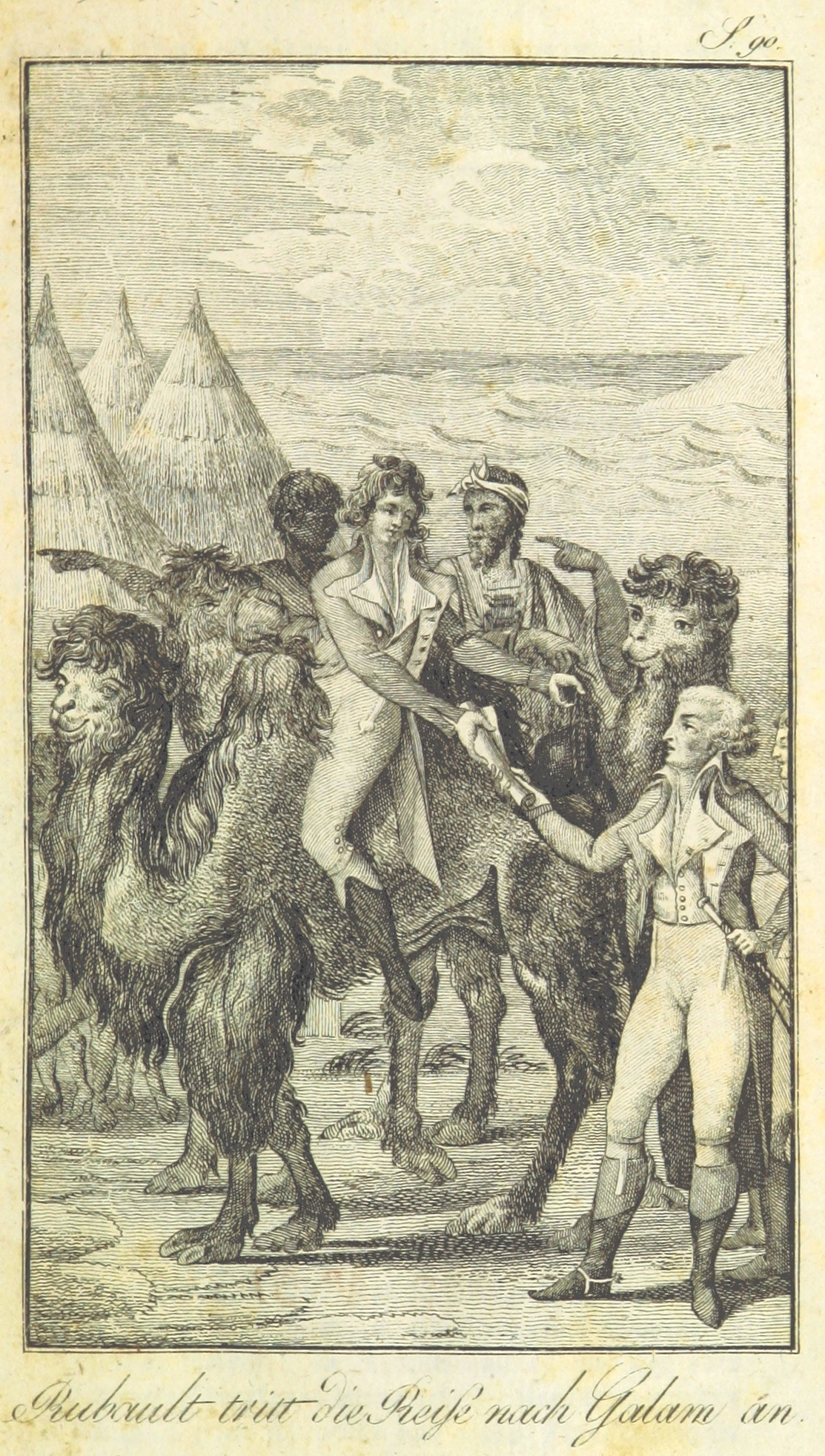
Benoît de Rambaud (1787)

En 1787, la idea de la Companyia del Senegal és de desenvolupar l'activitat del fort Saint Joseph com a factoria comercial al Galam, per millor organitzar la tracta dels negres i la de la goma, els dos objectes principals que formaven el comerç del Senegal; el nou comandant de la tropa del Senegal, va haver d'establir una mena de protectorat sobre el regne de Galam. L'objectiu era de crear una base d'on sortirien les expedicions cap al centre d'Àfrica. La regió 100 km més enllà del Galam era desconeguda dels europeus i els mapes de la regió entre el fort de Podor i el de Galam ben incomplets. Goldbéry, per exemple, parla de 240 llegües en lloc de les 350 de la realitat, per anar de Saint Louis a Galam. L'objectiu era també pacificar els maures i convertir en aliats de Franca als prínceps negres dels regnes veïns. La companyia li va demanar al governador d'explotar les mines del país de Bambouk. Però no va donar a Rambaud els mitjans per realitzar els seus objectius. El 1787, aquest comandant de la tropa del Senegal, Benoît de Rambaud Arxivat 2011-09-26 a Wayback Machine., marit d'Agathe de Rambaud, i els francesos que l'acompanyaven van morir al riu o a l'hospital de Saint-Louis quan anaven cap al fort de Saint Joseph de Galam.